# Droga wojewódzka 499
Die Droga wojewódzka 499 (DW 499) ist eine acht Kilometer lange Droga wojewódzka (Woiwodschaftsstraße) in der polnischen Woiwodschaft Kujawien-Pommern. Diese Route verbindet Ostaszewo mit dem Dorf Mirakowo, wo die DW 499 in die Droga wojewódzka 599 übergeht. Die acht Kilometer lange Straße befindet sich im Powiat Toruński.

## Orte an der Droga wojewódzka 499
- Ostaszewo
- Sławkowo (Friedenau)
- Mirakowo.

## Straßenverlauf
Woiwodschaft Kujawien-Pommern
- Ostaszewo, Kreuzung (DK 91)
- Mirakowo (DW 599)